# Rosalía Arteaga
Pour les articles homonymes, voir Arteaga.
Rosalía Arteaga Serrano née le 5 décembre 1956 à Cuenca, dans la province d'Azuay, est une femme d'État équatorienne. Vice-présidente du pays de 1996 à 1998, elle exerce brièvement la présidence pendant quelques jours en février 1997.

## Jeunesse
Rosalía Arteaga est titulaire d'un doctorat en droit et est également écrivaine.
Elle a publié des ouvrages variés depuis son passage à la Présidence, notamment une chronique sur son passé à la vice-présidence et aussi à la présidence de la République. Par ailleurs, elle a écrit un livre sur Geronimo, dédié à son fils malade.

## Carrière politique
Son premier poste politique est celui de conseillère de sa ville natale de Cuenca pour le parti social chrétien (PSC) en 1986. Lors de l'élection du conservateur Sixto Durán Ballén comme président de la République en 1992, Rosalía Arteaga est nommée ministre de l'Éducation.
Bien qu'ayant reçu une formation catholique, elle abandonne son poste au ministère pour s'opposer à une loi soutenue par le président Durán Ballén, qui propose la réimplantation de l'enseignement religieux dans les écoles publiques.
Quand elle est au gouvernement, elle crée un mouvement indépendant pour créer une république « authentique » (MIRA), qui lui permet d'augurer une candidature à la vice-présidence de la République équatorienne en faisant alliance avec le présidentiable Abdalá Bucaram, du Parti Roldosista Ecuatoriano (PRE).

## Vice-présidence de la République
Elle devient vice-présidente de la République le 10 août 1996, au côté d'Abdalá Bucaram comme président. Le 6 février 1997, ce dernier est déclaré incapable de gouverner par le Congrès pour « incapacité mentale ».
Arteaga et le leader du Congrès, Fabián Alarcón, s'affrontent alors dans une lutte très âpre pour la succession de Bucaram à la présidence, alors que la Constitution reste vague sur ce sujet et n'apporte pas de réponse.
Alarcón prête serment avec le soutien du Congrès. Le 9 février, le Congrès désigne Rosalía Arteaga présidente par intérim pour une durée de deux jours. Le 11 février, Alarcón est élu président par le Congrès.
Arteaga continue de lutter contre Alarcón puis démissionne également de son poste de vice-présidente en mars 1998. Elle se présente à l'élection présidentielle de mai 1998, mais n'obtient que 3 % des votes[réf. nécessaire].
Elle perçoit une pension à vie du gouvernement équatorien de 48 690 $ par an.

## Carrière post-politique
Rosalía Arteaga est désormais secrétaire générale de l'organisation du traité de l'Amazonie, et membre du comité de direction éditorial de l'Encyclopædia Britannica.

## Vie personnelle
Elle est mère de quatre enfants dont le dernier d'entre eux est atteint de complications dérivées du syndrome de Down.
Elle est divorcée de Pedro Fernández de Córdova et elle est retirée de la vie politique et vie actuellement au Brésil avec une de ses filles.